# کاه

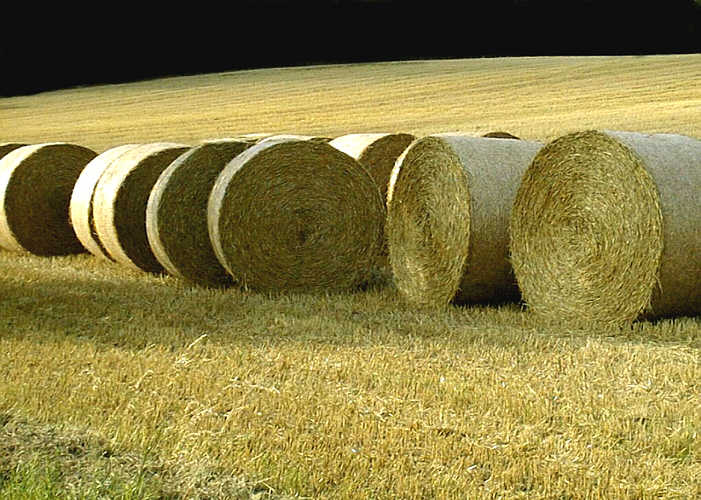
خرمن‌های کاه.

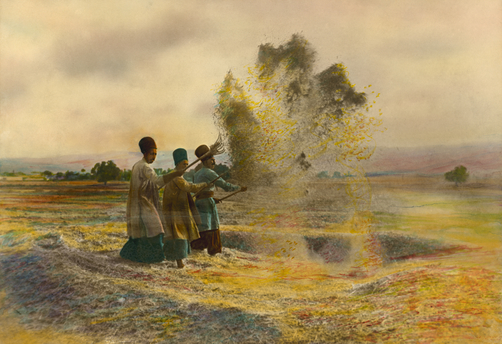
جدا کردن کاه از غلات - ایران دهه ۱۹۲۰ میلادی

کاه ساقه و پوسته‌ای است که اطراف دانه‌های غلات مانند گندم و جو را می‌پوشاند و هنگام خرمن‌کوبی، خرد شده، از دانه جدا می‌شود.
کاه از محصولات جانبی کشاورزی است.
کاه و یونجه خوراک‌های اصلیِ چارپایانند. به محلی که کاه در آن ذخیره و نگه‌داری می‌شود کاهدان می‌گویند. کاه را در روستاها با گِل می‌آمیزند و با آن ماده‌ای ساختمانی به نام کاه‌گل درست می‌کنند. کاه در کاه‌گل نقش استحکام‌بخشی و چسبانندگی را به عهده دارد.
در زمین‌هایی که با ماشین کمباین درو می‌شود، حجم زیاد کاه مشکل‌ساز است.

## انواع کاه

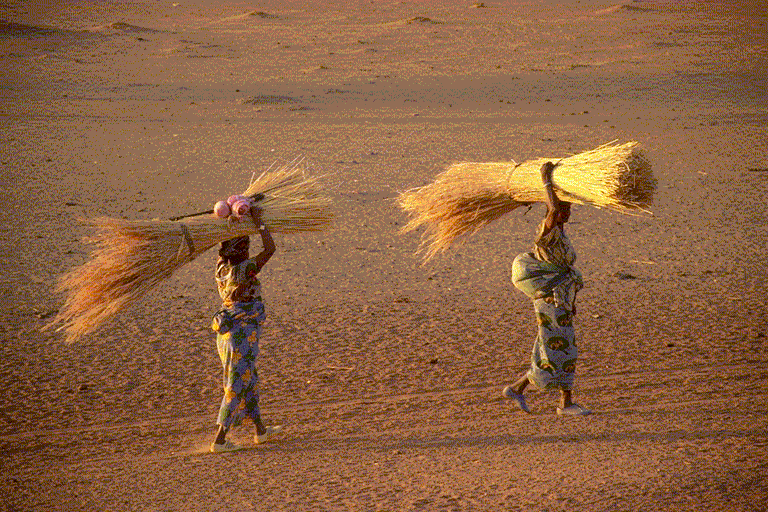
حمل کاه در بورکینا فاسو.

- کاه نخود
- کاه گندم
- کاه برنج
- کاه عدس
- کاه جو
- کاه یولاف
- کاه غنی شده با اوره
- کاه آفتابگردان

## کاه در ادبیات فارسی
در ادبیات فارسی، کاه نمادی از کوچکی، خواری، بی‌ارزشی است.
اصطلاحات ساخته‌شده با کاه:
- آب زیر کاه
- از کاه کوه ساختن
- به کاه‌دان زدن
- از انبار کاه سوزن پیدا کردن
- كاه از خودت نيست، كاهدان كه از خودته